# Hamlin Garland
Hannibal Hamlin Garland (West Salem, 14 september 1860 - Hollywood, 4 maart 1940) was een Amerikaans schrijver en parapsycholoog. Garland is bekend om zijn naturalistische romans en kortverhalen over hardwerkende boeren uit het Middenwesten. Zijn eerste succes was de kortverhalenbundel Main-Travelled Roads (1891). In 1917 verscheen het autobiografische A Son of the Middle Border, gevolgd door A Daughter of the Middle Border, waarvoor Garland in 1922 een Pulitzerprijs won. In 1929 verhuisde hij van het Middenwesten naar Hollywood (Californië), waar hij zich toelegde op essays en boeken over parapsychische verschijnselen. Hamlin Garland overleed op 79-jarige leeftijd in zijn huis.